# Phaonia punctinerva
Phaonia punctinerva är en tvåvingeart som beskrevs av Xue 1988. Phaonia punctinerva ingår i släktet Phaonia och familjen husflugor. Inga underarter finns listade i Catalogue of Life.